# Vernonia pusilla
Vernonia pusilla là một loài thực vật có hoa trong họ Cúc. Loài này được Dematt. mô tả khoa học đầu tiên năm 2004.